# Gabajeva Greda
Gabajeva Greda – wieś w Chorwacji, w żupanii kopriwnicko-kriżewczyńskiej, w gminie Hlebine. W 2011 roku liczyła 149 mieszkańców.